# 少女☆歌劇 レヴュースタァライト (アニメ)
『少女☆歌劇 レヴュースタァライト』（しょうじょかげき レヴュースタァライト）は、キネマシトラスが制作し、古川知宏が監督を務める日本のアニメ。名門歌劇学校に通う9人の少女たちによる「トップスタァ」の座をかけた戦いが描かれる。全12話のテレビシリーズが2018年に放送され、2020年には劇場版総集編が、2021年には新作劇場版が公開された。
脚本は樋口達人が、音楽は藤澤慶昌と加藤達也が手掛けた。また、本作はブシロードとネルケプランニングによる「二層展開式少女歌劇」と銘打たれたミュージカルとアニメから成るメディアミックス作品であり、アニメ版の声優とミュージカル版の俳優が共通している。

## あらすじ
歌劇の名門校である聖翔音楽学園の99期生である愛城華恋はスタァを目指して日々レッスンに励む舞台少女。2年生のある日、幼なじみである神楽ひかりが転入してくる。12年ぶりに再会するひかりを追って学園の地下にある巨大な劇場に迷い込んだ華恋は、キリンが主催するオーディションに出くわす。キリンによると、このオーディションで最もキラめいた舞台少女はトップスタァの座が与えられるという。これに飛び入り参加した華恋は正式に参加者となる。3日目に華恋は一度敗北するも、これをきっかけに華恋とひかりは互いの気持ちを再確認し、ともにスタァになることを約束する。華恋への想いを暴走させた露崎まひるは華恋とのレヴューを通じてスタァを夢見ていた初心を取り戻し、また、周囲についていけず心が折れかけていた花柳香子は幼馴染である石動双葉とのレヴューで退学を思いとどまるなど、登場人物らは敗北や挫折を乗り越えて高みを目指しつつ、第100回聖翔祭で上演する「スタァライト」の準備を進める。
第99回聖翔祭で演じた「スタァライト」こそが最高の舞台だと考える大場ななは、ただひとり現状維持を望んでいた。彼女はその願いをかなえるため、オーディションを勝ち抜いてトップスタァになることで「再演」として第99回聖翔祭までの時間を何度も繰り返してきたことが明らかになる。しかし、6日目にひかり、7日目に華恋とのオーディションに敗れたことで彼女の「再演」は断たれる。タッグマッチとなったオーディション最終日、華恋とひかりは天堂真矢と西條クロディーヌに勝利し、2人でオーディション合格かと思われたが、最終オーディションとして一騎打ちをキリンに告げられる。ひかりは華恋を守るため不意を突いて勝利を奪い、その後、姿を消す。第100回聖翔祭が近づく中、あてどなくひかりを捜索する華恋は「スタァライト」に隠された真実に気付き、学園地下のオーディション会場でひかりと再会する。地下劇場の塔に囚われていたひかりは一度は華恋を突き放すも、華恋は諦めず、ひかりとの一騎打ちに勝利することで彼女を取り戻す。第100回聖翔祭で2人は主人公であるクレールとフローラを演じ、物語は幕を閉じる。

## 登場人物
| 登場人物                                     | 声         | 出典   |
| -------------------------------------------- | ---------- | ------ |
| 愛城 華恋（あいじょう かれん）               | 小山百代   | [ 11 ] |
| 神楽 ひかり（かぐら ひかり）                 | 三森すずこ | [ 12 ] |
| 露崎 まひる（つゆざき まひる）               | 岩田陽葵   | [ 12 ] |
| 西條 クロディーヌ（さいじょう くろでぃーぬ） | 相羽あいな | [ 13 ] |
| 天堂 真矢（てんどう まや）                   | 富田麻帆   | [ 14 ] |
| 星見 純那（ほしみ じゅんな）                 | 佐藤日向   | [ 14 ] |
| 石動 双葉（いするぎ ふたば）                 | 生田輝     | [ 15 ] |
| 花柳 香子（はなやぎ かおるこ）               | 伊藤彩沙   | [ 15 ] |
| 大場 なな（だいば なな）                     | 小泉萌香   | [ 16 ] |
| キリン                                       | 津田健次郎 | [ 17 ] |
| 櫻木 麗（さくらぎ れい）                     | 名塚佳織   | [ 17 ] |
| 雨宮 詩音（あめみや しおん）                 | 広瀬さや   | [ 17 ] |
| 眞井 霧子（まさい きりこ）                   | 篠宮あすか | [ 17 ] |

## 設定
聖翔音楽学園（せいしょうおんがくがくえん）
演劇界に名を馳せる数々の「スタァ」を輩出し、舞台女優の卵が数多く在籍する歌劇の名門校。学園は主人公らが在籍する俳優育成科と、脚本や演出などを学ぶ舞台創造科に分かれている。
「スタァライト」
主人公である華恋とひかりが舞台を志したきっかけとなった戯曲。歌とダンスを交えて星の光に導かれる女神たちの物語となっている。本作のなかでは断片としか描かれないが、戯曲脚本を担当した中村彼方は、一本の戯曲としてのストーリーがあると述べている。
オーディション
聖翔音楽学園の地下劇場で行われる、トップスタァの座をかけた戦い。オーディションは下記する「レヴュー」という形式で行われている。作中において、オーディションの主催者であるキリンは「もっともキラめいたレヴューを見せてくれた方にはトップスタァへの道が開かれるでしょう」と述べており、脚本の樋口は、それがオーディションのルールのすべてであるとしている。
レヴュー
上記のオーディションの開催形式で、オーディションの参加資格を得た舞台少女らが剣や弓といった武器を手にして行う戦い。衣装の上着を落とされたら負けとなる。レヴューについて脚本の樋口は「キラめきをかけた女の子たちの舞台」であると述べている。
トップスタァ
オーディションで最もキラめいた舞台少女に星のティアラと共に与えられる称号。作中では「あなたの望むどんな舞台にも立てる」「時を超えて輝き続ける」存在であるとされている。

## 制作
| 監督                 | 古川知宏           |
| シリーズ構成・脚本   | 樋口達人           |
| キャラクターデザイン | 齊田博之           |
| 副監督               | 小出卓史           |
| プロップデザイン     | 高倉武史、谷紫織   |
| グラフィックデザイン | 濱祐斗、山口真生   |
| 3D監督               | 秋元央             |
| 3D舞台照明           | カミヤヒサヤス     |
| 撮影監督             | 出水田和人         |
| 編集                 | 黒沢雅之           |
| 音響監督             | 山田陽             |
| 音楽                 | 藤澤慶昌、加藤達也 |
| 戯曲脚本 劇中歌作詞  | 中村彼方           |
| アニメーション制作   | キネマシトラス     |

### メディアミックスプロジェクトとしての始まり
本プロジェクトの企画は2015年にブシロードとネルケプランニングの共同で始まった。企画はネルケプランニングが手掛ける通常の2.5次元ミュージカルとは逆のことを行う、つまり原作がある作品をミュージカル化するのではなく、最初にミュージカルを行うというコンセプトで進んだ。ただし、プロデューサーである武次茜によると、ミュージカルをベースにしてアニメが作られたのではなく、プロジェクト共通の原案（後述）が作られた上でミュージカルとアニメのそれぞれのスタッフに委ねられたという。
メディアミックスプロジェクトとしての『少女☆歌劇 レヴュースタァライト』は2017年4月30日に横浜市にある横浜アリーナで開催された「ブシロード10ライブ」においてブシロードとネルケプランニングの共同制作として発表され、舞台の公演実施の発表とともにアニメのPVが公開された。2018年1月6日から8日にかけて行われた舞台「『少女☆歌劇 レヴュースタァライト -The LIVE-』#1 revival」の千秋楽においてアニメ版の情報が発表され、ビジュアルが公開された。2018年6月25日には「『少女☆歌劇 レヴュースタァライト』プロジェクト大発表会」が東京のTBS放送センターで行われ、本作のスタッフや作品の世界観、キャラクターの紹介などが行われた。

### 企画
本作で監督を務める古川知宏は、2016年に放送されたキネマシトラス製作のアニメ『ノルン＋ノネット』の製作に関わっていた。この際に同アニメのプロデューサーを務めていたキネマシトラス代表取締役である小笠原宗紀の誘いを受け、本作の監督を務めることとなった。また、古川と同様に『ノルン＋ノネット』の製作に関わっていた小出卓史は、古川によって副監督に起用された。本作の企画協力として古里尚丈が参加しているが、これはブシロードの取締役である木谷高明がかなり初期の段階で起用したという。脚本を務める樋口達人は古里を通じて起用された。3D舞台照明を務める神谷久泰は古川が副監督を務めた『ユリ熊嵐』で3D監督を務めており、本作の制作にあたって古川自らが誘って参加した。
本作の企画はたびたび変遷している。本作のシリーズ構成・脚本を担当した樋口達人が参加した時点では「舞台とアニメの二層展開」「舞台女優とアニメ声優を兼ねる9人のキャスト」「バトルもの」というオーダーがあったという。2016年のなかごろに当初古川が参加した時点では「舞台もの」「9人の女の子がメイン」「殺陣のようなアクションと歌」「衣装はカワイイよりカッコイイ系」「1クール作品」という基礎を下地にして進んでいた。また、当初の企画は「少女たちが夜の街で人知れず謎の敵と戦う」というものであったが、これは古川が大きく変更させた。変更させた理由について古川は以下のように述べている。
そこで古川は、学園の地下にある舞台に毎晩、敵がやってくるというスタイルに変更したほか、プロセニアム・アーチを導入し、演目ごとにパネルやホリゾントを変えることでビジュアルを統一しつつ演劇らしさを出した。その後、本作が9人の女の子から成るキャラクターものであり、1クール作品でキャラクターを描く必要があるという点から、戦うべき敵は級友へ変更された。ただし、全キャラクターを最後まで登場させるために「殺し合い」ではなく、衣装の上着を落とされたら負けという設定となった。これによって「セットだけが異なる同一の舞台」「バトルロイヤル方式」という設定となり、これが本プロジェクトの共通の原案となった。

### 脚本
脚本の樋口は、通常は脚本のセクションは一番早く作業が終わるが、画面に入れるテロップなど監督からの細かな依頼があったと述べている。また、全12話の話では9人のドラマを描くと同時に「舞台少女」とは何かというのを描かないといけなかったため、話はギュウギュウだったと語っている。このほか、ミュージカル版の初演である「『少女☆歌劇 レヴュースタァライト -The LIVE-』#1」が上演された時点でアニメ版の脚本は完成しておらず、このミュージカル版から様々なヒントを得たという。その一方で、アニメという特性を生かすために、強烈な感情表現が用いられるミュージカル版と異なり、主人公らの日々を「キャラクターもの」として描くことが第一義であるとされたという。監督である古川は、1クールでメインキャラクターが9人いることから、1人ずつの過去や生い立ちを語るには尺が足りないためキャラクターをある程度セットにして考えていたとしている。
オーディションの主催者であり、謎の存在とされている「キリン」は監督である古川の発案である。古川の発案を受けて脚本の樋口は、物語のなかの不思議なことは全て「キリン」に被せた。また、登場人物のひとりである大場ななを「ループを知っている」という設定にし、本来はキリンに受け持たせる予定だった物語上の役割のうちの2割から3割を大場に受け持たせることで、アニメと舞台をつなぐ接着剤にしたという。
作中作である戯曲「スタァライト」の脚本は、本作の全楽曲の作詞を担当している中村彼方が担当した。「スタァライト」のベースは監督である古川の発案で、脚本を担当する樋口が戯曲脚本も担当する予定だったが、制作スケジュール上から別の誰かに依頼することになった。しかし新たにライターを制作チームに入れて依頼することも難しかった。そこで本作のプロデューサーである小笠原宗紀が、脚本会議に作詞家として参加していた中村に戯曲の制作を依頼したという。

### 演出

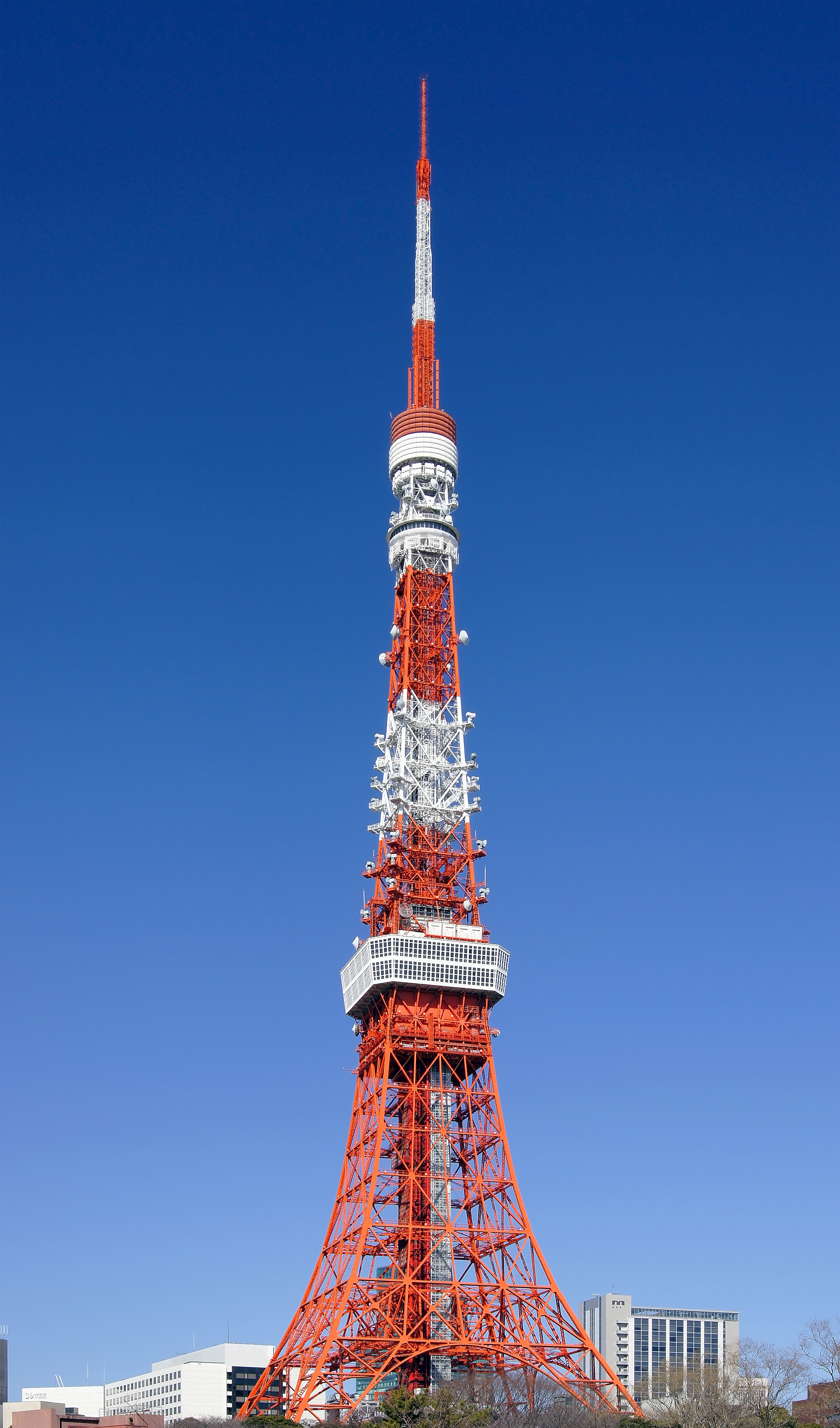
本作のモチーフである東京タワー

本作は原作がない作品であるため、監督である古川は、見た人に衝撃を与え、惹きつけたかったとし、そのために本作でしか見られない特徴的なビジュアルを求めるところから始まったと述べている。そこで古川は、旧約聖書のバベルの塔のように禁忌のようなイメージが強い一方で都市に存在するモニュメントとして身近な存在であると彼自身が考える「塔」をモチーフとすることを企画の初期段階に決め、なかでも東京タワーをモチーフとして用いた。東京スカイツリーではなく東京タワーを選んだ理由について、古川は東京スカイツリーはまだ日本人のなかで馴染んでない感じがすると述べている。また、脚本の樋口は、12年前に愛城華恋と神楽ひかりが約束を交わした場所という設定であるため、それ以上の歴史があることがあることが必要だったためであるとしている。
本作において古川は、作画の枚数を減らしたり、無駄に凝った作画の工数を減らすなど実務上の省略を映像上の演出につなげるという手法を取った。この手法は彼の師である幾原邦彦から学んだことだという。その一方で映像的リズムは庵野秀明や北野武の影響を受けており、詳しい人が見ればカット割りやカッティングは幾原のそれとはかなり異なるのが分かるだろうと述べている。
古川は本作の監督を引き受けた時から鈴木清順の映画のような演出を行いたかったと述べており、第6話では鈴木清順が『関東無宿』や『東京流れ者』で用いたホリゾントを使った演出を取り入れた。
本作では楽曲を背景にしたアクションシーンがあることから、第8話では同様に楽曲を背景としたアクションが行われる『戦姫絶唱シンフォギア』シリーズに関わっており、古川とも親交がある光田史亮が絵コンテ・演出に起用された。本作にはカミヤヒサヤスなど3D舞台照明のスタッフが参加しており、実際の舞台さながらの照明効果が行われているという。

### 音楽
本作の音楽は加藤達也と藤澤慶昌が担当した。監督である古川は、学園の清潔感や、9人いても騒がしすぎずにメロディアスで美しいものにしたかったとして、アメリカ合衆国の作曲家であるフィリップ・グラスを劇伴のイメージとして2人に伝えたという。また、このほかにも古川は「真面目で高級な質感。上品に」と伝えていた。楽曲は、ひとつのフレーズを共通項として最初に共同で作り、それを2人で手分けして膨らませるかたちで制作された。
本作の楽曲の作詞は中村彼方が担当した。中村によると、絵コンテに合わせてそれぞれ台詞入りと台詞なしの動画に曲を貼り、歌のメロディを受け取ってから、脚本と照らしあわせながら台詞と台詞の間の感情を埋めながら作詞をしたという。また、舞台用語を歌詞の中に散りばめることで本作らしい世界を意識したとしているほか、本作において「星」は外せないモチーフであるとして、ほぼすべての楽曲の歌詞に星のイメージが入っているという。
本作において「レヴュー曲」と呼ばれる、作中において登場人物たちの戦いが描かれるパートで用いられる劇中歌の制作はアニメ本編のアフレコが終わってから行われた。もともとラフの曲があってこれをレヴュー曲にする場合と、絵コンテが上がってから曲をオーダーされる場合があったが、いずれにしてもすでに出来上がっている映像に楽曲をシンクロさせる「フィルム・スコアリング」という方式で制作された。また、歌唱する主旋律を目立たせるため9話の「星々の絆」を除く「レヴュー曲」にはコーラスやハモは入っていない。

### キャスト・演技
通常の2.5次元舞台と異なり、本作ではミュージカル版の役者とアニメ版の声優が共通している。ミュージカル版の役者をアニメ版の声優としても起用したのは、女性に比べて今まで2.5次元舞台を見る習慣がなかった男性客を舞台に取り込む目的で行われた。キャストの中には声優として活動してきた者がいる一方で舞台一筋の者もおり、なかでも主人公である華恋役の小山百代をはじめ岩田陽葵、小泉萌香は本作が初のアニメのアフレコとなった。このため、音響監督である山田陽は、いわゆる「声優らしい」演技をさせるのではなく「彼女たちそのもの」を好きになってもらった方が良いと語っていたという。
演じるうえではミュージカルとアニメとで分けて考えるよう指導が行われた。また、音響監督である山田からはキャラクターやモノとの距離感を掴むため、キャラクターと同じ動きをして覚えたのちにセリフを言うよう指示が行われた。

## 評価

### 批評
ライターのNick CreamerはAnime News Networkにおいて、以下のような点から本作の全体的な物語は少し漠然としたものに感じられたとした。
1. オーディションの結末は曖昧である。
2. 主人公らの動機が煮詰まっていない。
3. 「キラめき」「運命」のような無意味な言葉を繰り返すだけのシーンがあまりに多い。

こうしたうえで、戦闘シーンのアニメーションは美しく、レイアウトは同年のほかのアニメと比べても別次元である。完璧なカメラフレーミング、魅力的な照明によって物語が停滞しているときも視覚的な喜びがもたらされる。また、特定のキャラクターにフォーカスされたエピソードではストーリーテリングは視覚効果と同じくらい強力なものとなり、痛烈な共感を得ることが出来たと述べ、Creamerは、本作は全体としての完成度は低いものの、個々の要素のすばらしさによって一貫して魅力的な作品に仕上がっていると評した。
ライターのLauren OrsiniはAnime News Networkにおいて、本作はファンタジーとリアリズムの融合で舞台パフォーマーを悩ませる独特の精神的な不安が描かれているとしている。また、登場人物たちはそれぞれ10代特有の問題を抱えており、時には登場人物らの洞察力のなさに活を入れたくなるが、キャラクターの長所と短所が上手く調和して全員が成長できる点が本作の美点であるとしている。群像劇としてよくできているだけに主人公である華恋とひかりにあまり魅力を感じなかったとする一方で、豊かな色彩や美しい音楽、迫力のある剣の動きなどで、この作品は演劇的で野心的な作品となっていると評した。
ライターであるChristopher FarrisはAnime News Networkにおいて、本作は想像以上に野心的だった点が好ましいとしている。また、本作は演劇界の競争の激しさや、全力を出しても何も成せなかったパフォーマーの燃えつきを鋭く指摘しており、演劇を理解しているものであると評価した。これらを踏まえてFarrisは、本作は特定の芸術様式に結びついた感情を呼び起こし、かき混ぜるものであると述べ、シーズンを通してこの作品に夢中になったとして2018年の夏アニメの中で最高評価を与えた。

#### 幾原邦彦の影響
本作の監督である古川知宏は、『少女革命ウテナ』などのアニメ作品の監督を務めた幾原邦彦のもとで演出のキャリアを積んでおり、『ユリ熊嵐』では副監督も務めた。Anime News NetworkのLauren OrsiniやTheron Martin、また、映画ライターの杉本穂高は、本作は『少女革命ウテナ』を彷彿とさせたと評しているほか、幾原作品のような構造をしていると評している。また、アキバ総研の中里キリは、美少女のきらびやかな変身とは対照的な工業的で男性的なイメージを与える衣装作成のシーンには幾原の演出が思い出されたと評している。
その一方、中里は古川とのインタビューのなかで、幾原のベースは1980年代以前の文法であるが、本作は『新世紀エヴァンゲリオン』以降の1990年代にベースがあると指摘している。古川も、作画の枚数を減らしたり、無駄に凝った作画の工数を減らすなど実務上の省略を映像上の演出につなげるという手法は幾原から学んだものであるが、映像的リズムとして影響を受けたのは庵野秀明や北野武からであり、詳しい人が見れば自分のカット割やカッティングは幾原のそれとは異なるのが分かるだろうと評している。

#### 宝塚歌劇団の影響
J-CASTニュースの大宮高史は、本作のストーリーや用語に宝塚歌劇団の影響が大きくうかがえ、本作で用いられる「トップスタァ」「レヴュー」などの用語は宝塚歌劇団などの少女歌劇で馴染みの言葉であるが、それらの文化をモチーフにしながら独特の世界観でファンを惹きつけているとしている。また、Anime News NetworkのレビュアーであるZeroReq011は、宝塚歌劇団の影響を受けた近年のアニメとして『かげきしょうじょ!!』『少女革命ウテナ』と共に本作を挙げ、なかでも『かげきしょうじょ!!』と本作はレヴューの厳しい競争原理の概観と批判に焦点を当てているとしている。
本作は、『かげきしょうじょ!!』との比較も行われている。J-CASTニュースの大宮高史は、本作と『かげきしょうじょ!!』のストーリーの共通点を挙げる一方で、『かげきしょうじょ!!』では芝居の稽古シーンで登場人物の葛藤を描いてきたのに対して、本作ではあえて全貌を明らかにしないことで視聴者の興味を惹こうとしているようであると評した。また、主人公らの代が本作では「99期」、『かげきしょうじょ!!』では「100期」となっているのは共に2014年に100周年を迎えた宝塚歌劇団の影響があると推測している。

### 売上
Anime News Networkの調べによると、本作のBlu-rayボックスの第1巻の売り上げは発売から1週間たった時点で4,549枚、2週間たった時点でで5,460枚で、最高位は劇場アニメーションである『さよならの朝に約束の花をかざろう』、『オーバーロードIII』に次いで3位だった。Blu-rayボックス第2巻の売り上げは発売から1週間たった時点で4,512枚、2週間たった時点で4,887枚で、最高位は3位だった。Blu-rayボックス第3巻の売り上げは発売から1週間たった時点で4,372枚、2週間たった時点で4,724枚で、最高位は6位だった。

### 指標・受賞
アキバ総研が2018年9月25日から10月9日にかけて行った「どれが面白かった？ 2018夏アニメ人気投票」において本作は総投票数22,765票のうち819票を獲得し、42作品中11位となった。「Newtype」「アニメ！アニメ！」「アキバ総研」の3メディアが実施し、ニコニコが集計するかたちで発表されたニコニコ生放送の番組「アニメ総選挙2018夏」において、本作は「メディアが選ぶNo.1アニメ」において『はたらく細胞』に次ぐ2位となり、一般投票では3.21%の得票で7位となった。
| 年     | 賞                           | 部門                   | 候補                   | 結果       | 出典   |
| ------ | ---------------------------- | ---------------------- | ---------------------- | ---------- | ------ |
| 2018年 | IGN Awards                   | Best Animation of 2018 | Revue Starlight        | ノミネート | [ 73 ] |
| 2019年 | Crunchyroll Anime Award 2019 | Best Ending            | 「Fly Me to the Star」 | ノミネート | [ 74 ] |

## 主題歌
「星のダイアローグ」は、本作のオープニングテーマ。本多友紀が作曲、中村彼方が作詞を手がけ、スタァライト九九組が歌唱する。作詞を手掛けた中村彼方はアニメブロス (2018)において「TVサイズの89秒の中に、不穏な始まり、華やかになってテンポも変わって不穏に終わる。それを詰め込みたかった」と語っている。リスアニ (2018)において仲上佳克は「Aメロ→Bメロ→サビと展開が目まぐるしく変わり、1曲の中でひとつの舞台を観ているかのような気分を味わえる」と評している。アキバ総研が2018年8月20日から9月4日にかけて行った「2018夏アニメOPテーマ人気投票」において「星のダイアローグ」は総得票数15,940票のうち685票を獲得し、61候補中6位となった。
「Fly Me to the Star」は、本作のエンディングテーマ。尋木ヒロが作曲、中村彼方が作詞、めばちがキャラクターデザインを手掛け、スタァライト九九組が歌唱する。作詞を手掛けた中村彼方はアニメブロス (2018)において、楽曲の密度が高い本編に重厚なエンディングを重ねると視聴者が疲れるかもしれないため、しっとりとした曲にしたいと思ったと語っている。アキバ総研が2018年8月29日から9月14日にかけて行った「2018夏アニメEDテーマ人気投票」において「Fly me to the star」は総得票数21,498票のうち255票を獲得し、50候補中15位となった。また、2019年に行われた「Crunchyroll Anime Award 2019」の「Best Ending」賞にノミネートされた。

### 劇中歌
| 曲名                     | 作曲                                        | 編曲                                        | 歌                                                                                | 話数 | 出典   |
| ------------------------ | ------------------------------------------- | ------------------------------------------- | --------------------------------------------------------------------------------- | ---- | ------ |
| 世界を灰にするまで       | 石井健太郎 藤澤慶昌（オーケストラアレンジ） | 石井健太郎 藤澤慶昌（オーケストラアレンジ） | 星見純那 神楽ひかり 愛城華恋                                                      | 1    | [ 80 ] |
| The Star Knows           | 中村康隆                                    | 小高光太郎、藤井亮太、谷ナオキ              | 星見純那 愛城華恋                                                                 | 2    | [ 80 ] |
| 誇りと驕り               | 藤澤慶昌                                    | 藤澤慶昌                                    | 愛城華恋 天堂真矢                                                                 | 3    | [ 81 ] |
| 恋の魔球                 | 小高光太郎、UiNA                            | 藤井亮太、小高光太郎、谷ナオキ              | 露崎まひる 愛城華恋                                                               | 5    | [ 81 ] |
| 花咲か唄                 | 大川茂伸                                    | 伊藤賢                                      | 石動双葉 花柳香子                                                                 | 6    | [ 81 ] |
| RE:CREATE                | 三好啓太 藤澤慶昌（オーケストラアレンジ）   | 三好啓太 藤澤慶昌（オーケストラアレンジ）   | 神楽ひかり 大場なな                                                               | 8    | [ 82 ] |
| 星摘みの歌               | 加藤達也                                    | 加藤達也                                    | 天堂真矢 西條クロディーヌ                                                         | 9    | [ 83 ] |
| 星々の絆                 | 藤澤慶昌                                    | 藤澤慶昌                                    | 大場なな 愛城華恋                                                                 | 9    | [ 82 ] |
| -Star Divine- フィナーレ | 本多友紀                                    | 本多友紀                                    | 愛城華恋 神楽ひかり 天堂真矢 西條クロディーヌ                                     | 10   | [ 82 ] |
| 舞台少女心得 幕間        | 本多友紀 加藤達也（ピアノアレンジ）         | 本多友紀 加藤達也（ピアノアレンジ）         | 愛城華恋 星見純那 露崎まひる 石動双葉 花柳香子 大場なな 天堂真矢 西條クロディーヌ | 11   | [ 82 ] |
| スタァライト             | 藤澤慶昌、加藤達也                          | 藤澤慶昌、加藤達也                          | 愛城華恋 神楽ひかり                                                               | 12   | [ 82 ] |

## 各話リスト
| #      | タイトル                               | 画コンテ                         | 演出                               | ED歌唱                           |
| ------ | -------------------------------------- | -------------------------------- | ---------------------------------- | -------------------------------- |
| 第1話  | 舞台少女                               | 古川知宏                         | 古川知宏 飯野慎也 [ 84 ]           | -                                |
| 第2話  | 運命の舞台                             | 小島正幸 古川知宏 [ 84 ]         | 塚本あかね                         | -                                |
| 第3話  | トップスタァ                           | 小出卓史                         | 山田卓 小出卓史 [ 7 ]              | 神楽ひかり                       |
| 第4話  | 約束タワー                             | 小島正幸                         | 小島正幸                           | 愛城華恋 神楽ひかり [ 85 ]       |
| 第5話  | キラめきのありか                       | 久保田雄大                       | 三上喜子                           | 露崎まひる [ 85 ]                |
| 第6話  | ふたりの花道                           | 佐伯昭志                         | 横内一樹                           | 石動双葉 花柳香子 [ 85 ]         |
| 第7話  | 大場なな                               | 古川知宏                         | 塚本あかね                         | インストゥルメンタル             |
| 第8話  | ひかり、さす方へ                       | 光田史亮                         | 光田史亮                           | 愛城華恋                         |
| 第9話  | 星祭りの夜に                           | 小島正幸                         | 山田卓                             | 星見純那 大場なな [ 83 ]         |
| 第10話 | されど舞台はつづく The Show Must Go On | 小島正幸 黒田結花 古川知宏 [ 9 ] | 横内一樹 塚本あかね 小出卓史 [ 9 ] | 天堂真矢 西條クロディーヌ [ 83 ] |
| 第11話 | わたしたちは                           | 佐伯昭志                         | 三上喜子 鈴木龍太郎 [ 9 ]          | 愛城華恋 神楽ひかり [ 83 ]       |
| 第12話 | レヴュースタァライト                   | 古川知宏 小出卓史 [ 9 ]          | 古川知宏 小出卓史 [ 9 ]            | -                                |

## 放送
放送に先駆けるかたちで、今までの展開やストーリーの解説、インタビューや座談会で構成される「放送直前特番」が放送された。放送は2018年7月5日のTBSとCBCを始め、BS-TBSとMBSで7月7日に、RKBで7月11日に放送された。
| 放送期間                                                   | 放送時間                     | 放送局         | 対象地域   | 備考                               |
| ---------------------------------------------------------- | ---------------------------- | -------------- | ---------- | ---------------------------------- |
| 2018年7月13日 - 9月28日                                    | 金曜 1:28 - 1:58（木曜深夜） | TBSテレビ      | 関東広域圏 | 製作局 / 字幕放送                  |
|                                                            | 金曜 2:35 - 3:05（木曜深夜） | CBCテレビ      | 中京広域圏 |                                    |
| 2018年7月15日 - 9月30日                                    | 日曜 1:00 - 1:30（土曜深夜） | BS-TBS         | 日本全域   | BS放送                             |
|                                                            | 日曜 3:08 - 3:38（土曜深夜） | 毎日放送       | 近畿広域圏 | 字幕放送 / 『アニメシャワー』第3部 |
| 2018年7月19日 - 10月4日                                    | 木曜 2:30 - 3:00（水曜深夜） | RKB毎日放送    | 福岡県     |                                    |
| 2018年7月23日 - 10月8日                                    | 月曜 1:00 - 1:30（日曜深夜） | TBSチャンネル1 | 日本全域   | CS放送 / リピート放送あり          |
| TBSテレビ、BS-TBS、TBSチャンネル1では『アニメリコ』第1部。 |                              |                |            |                                    |

## 関連商品

### CD
|        | 発売日         | タイトル                                                                  | 規格品番   | 出典              |
| ------ | -------------- | ------------------------------------------------------------------------- | ---------- | ----------------- |
| OP     | 2018年7月18日  | 星のダイアローグ                                                          | PCCG-70432 | [ 89 ]            |
| ED     | 2018年8月1日   | Fly Me to the Star                                                        | PCCG-01703 | [ 78 ]            |
| 劇中歌 | 2018年8月22日  | 少女☆歌劇 レヴュースタァライト 劇中歌アルバム Vol.1 ラ レヴュー ド マチネ | PCCG-01706 | [ 85 ]            |
| 劇中歌 | 2018年10月17日 | 少女☆歌劇 レヴュースタァライト 劇中歌アルバム Vol.2 ラ レヴュー ド ソワレ | PCCG-01707 | [ 83 ]            |
| OST    | 2018年10月17日 | 少女☆歌劇 レヴュースタァライト ORIGINAL SOUNDTRACK                        | PCCG-01716 | [ 90 ]            |
| 劇中歌 | 2019年8月9日   | インストアルバム「ラ レヴュー・オン・ボワット」                           | BRCG-00066 | [ 91 ] [ 注釈 7 ] |

## 関連メディア

### 漫画
『少女☆歌劇 レヴュースタァライト オーバーチュア』は、TVアニメ版の前日譚を描いた轟斗ソラによる全2巻の漫画。脚本はアニメ版で作詞などを担当する中村彼方が手掛ける。『電撃G'sコミック』2018年3月号から連載が開始され、2018年6月27日に電撃コミックスNEXTから1巻が、同年10月26日に最終巻である2巻が発売された。
1. 2018年6月27日発売[93]、ISBN 978-4-04-893896-9
2. 2018年10月26日発売[94]、ISBN 978-4-04-912132-2

### 書籍
『電撃G'sマガジン』に掲載された特集と、監督である古川とキャスト9人へのインタビューを新規に収録したメモリアルブックが2018年10月19日に発売された。
- 2018年10月19日発売[95]、ISBN 978-4-04-912139-1

## 劇場版
2019年11月3日に横浜アリーナで行われたライブ「3rdスタァライブ“Starry Diamond”」において総集編と新作劇場版の2作品の制作の決定が発表された。

### 少女☆歌劇 レヴュースタァライト ロンド・ロンド・ロンド
『少女☆歌劇 レヴュースタァライト ロンド・ロンド・ロンド』は、キネマシトラス制作の日本のアニメーション映画。古川知宏が監督を務め、2020年に公開された。2018年に日本で放送されたテレビアニメ『少女☆歌劇 レヴュースタァライト』の総集編である。
2020年1月21日に東京のTBSテレビにおいてプロジェクト発表会が行われ、本作は2020年5月29日に公開されることが発表された。4月17日には主題歌である「再生讃美曲」のリリックビデオがYouTubeで公開された。しかし、新型コロナウイルス感染症の拡大によって公開が延期され、6月10日発売予定だった主題歌「再生讃美曲」のCDも発売が延期された。その後、8月7日に日本国内の28の映画館で公開された。
本作は、テレビシリーズの物語を登場人物の一人である大場ななの視点で再構成されたものであり、テレビアニメ版にはなかった新作シーンが制作された。監督である古川知宏は、大場ななを依り代に、12本のアニメを「同じだけど別の1本の作品」にすることに挑戦したと述べている。

#### 主題歌
「再生讃美曲」は、本作の主題歌。fhánaの佐藤純一が作曲・編曲を、中村彼方が作詞を手掛け、スタァライト九九組が歌唱する。本曲は2020年に行われた令和2年アニソン大賞で編曲賞を受賞した。本曲を推薦した音楽プロデューサーの齋藤Pは、「再生讃美曲」は映画音楽、ミュージカルからの引用が多数詰め込まれており、「音楽で出来る手技が全て入っている」と言えるほどのスケールがあると評価した。

#### 評価・受賞
キネマ旬報 (2020b)において増當竜也は、本作はオーディションをめぐっての舞台少女らの友情や確執がかなりのシュール度で描かれており、美少女キャラクターによるスーパーアングラ展開にアニメーション独自の表現の幅の広さをうかがい知ることが出来たと評している。
| 年     | 賞               | 部門   | 候補           | 結果 | 出典    |
| ------ | ---------------- | ------ | -------------- | ---- | ------- |
| 2020年 | 令和アニソン大賞 | 編曲賞 | 「再生讃美曲」 | 受賞 | [ 107 ] |

#### 関連商品
| 発売日       | タイトル                 | 規格品番   | 出典               |
| ------------ | ------------------------ | ---------- | ------------------ |
| 2020年9月9日 | 再生讃美曲（通常盤）     | PCCG-01914 | [ 106 ]            |
| 2020年9月9日 | 再生讃美曲（初回限定盤） | PCCG-01919 | [ 109 ] [ 注釈 8 ] |

| 発売日        | 規格品番  | 出典    |
| ------------- | --------- | ------- |
| 2021年2月24日 | OVXN-0057 | [ 110 ] |

### 劇場版 少女☆歌劇 レヴュースタァライト
新作劇場版である『劇場版 少女☆歌劇 レヴュースタァライト』は、2021年6月4日に公開された。2020年1月21日に東京のTBSテレビで行われたプロジェクト発表会において「テレビに出てこなかったビジュアルが登場する」「9人が3年生になったところからの物語である」「9人の立場や関係に色々と変化が起きる」といったことが公開された。2021年5月21日に公開が予定されていたが、新型コロナウイルス感染症の感染拡大による緊急事態宣言に伴って映画館の休館が出たことを考慮した結果、6月4日に延期された。
本作は2021年の令和アニソン大賞において主題歌である「私たちはもう舞台の上」が作詞賞にノミネートされ、編曲賞とユーザー投票賞を受賞した。また、2022年には東京アニメアワードフェスティバルでアニメファン賞で2位となり、文化庁メディア芸術祭アニメーション部門の審査委員会推薦作品に選出された。